# کارلو دلا کورنا
کارلو دلا کورنا (انگلیسی: Carlo Della Corna; ۱۷ ژوئیهٔ ۱۹۵۲ – ۲۶ اوت ۲۰۱۸ (aged 66)) بازیکن فوتبال اهل ایتالیا بود.
از باشگاه‌هایی که در آن بازی کرده‌است می‌توان به باشگاه فوتبال کومو، باشگاه فوتبال پروجا، باشگاه فوتبال اودینزه و باشگاه فوتبال وارزه اشاره کرد.